# Gypsophila struthium
Gypsophila struthium är en nejlikväxtart. Gypsophila struthium ingår i släktet slöjor, och familjen nejlikväxter.

## Underarter
Arten delas in i följande underarter:
- G. s. hispanica
- G. s. struthium